# Truppenübungsplatz Oberlausitz
Truppenübungsplatz Oberlausitz este o arie protejată (arie specială de conservare — SAC, sit de importanță comunitară — SCI) din Germania întinsă pe o suprafață de 13.597 ha, integral pe uscat.

## Localizare
Centrul sitului Truppenübungsplatz Oberlausitz este situat la coordonatele 51°27′01″N 14°50′37″E / 51.4503°N 14.8436°E.

## Înființare
Situl Truppenübungsplatz Oberlausitz a fost declarat sit de importanță comunitară în august 2000 pentru a proteja 5 specii de animale. Situl a fost protejat și ca arie specială de conservare în aprilie 2011.

## Biodiversitate
Situată în ecoregiunea continentală, aria protejată conține 10 habitate naturale: Vegetație psamofilă uscată cu Calluna și Genista, Vegetație psamofilă uscată cu pășuni deschise de Corynephorus și Agrostis, Lacuri și iazuri distrofice naturale, Pajiști uscate europene, Pajiști cu Molinia pe soluri calcaroase, turboase sau argilos-nămoloase (Molinion caeruleae), Fânețe de joasă altitudine (Alopecurus pratensis, Sanguisorba officinalis), Mlaștini turboase de tranziție și turbării mișcătoare, Depresiuni pe substraturi de turbă de Rhynchosporion, Păduri acidofile de stejar bătrân cu Quercus robur pe câmpii nisipoase, Mlaștini împădurite.
La baza desemnării sitului se află mai multe specii protejate:
- amfibieni (1): buhai de baltă cu burta roșie (Bombina bombina)
- mamifere (2): lupul (Canis lupus), vidră de râu (Lutra lutra)
- nevertebrate (2): Graphoderus bilineatus, libelule (Leucorrhinia pectoralis)